# Veikkausliiga de 2013
A Veikkausliiga de 2013 foi a octogésima terceira edição da principal divisão do futebol finlandês. A disputa apresentou um regulamento semelhante dos anos anteriores, sendo composta por três turnos de pontos corridos.
O título desta edição ficou com o Helsingin JK, obtido com uma vantagem de doze ponto em relação ao segundo colocado, o Honka. Este foi o vigésimo sexto título do clube na história da competição e o quinto conquistado de forma consecutiva. A conquista também rendeu uma vaga na Liga dos Campeões. O pódio, por sua vez, foi completado por VPS. O segundo e o terceiro colocados conquistaram as vagas para a Liga Europa do ano seguinte. Outras duas vagas para esta competição foram disponibilizadas para MyPA e RoPS; o primeiro alcançou a qualificação pelo ranking fair-play da União das Associações Europeias de Futebol (UEFA), enquanto o segundo venceu a Copa da Finlândia. Por fim, o único integrante despromovido para a Ykkönen de 2014 foi o JJK Jyväskylä.

## Classificação
| Pos. | Equipes               | P  | J  | V  | E  | D  | GP | GC | SG  | Classificação ou rebaixamento                               |
| ---- | --------------------- | -- | -- | -- | -- | -- | -- | -- | --- | ----------------------------------------------------------- |
| 1    | HJK                   | 73 | 33 | 22 | 7  | 4  | 78 | 25 | +53 | Campeão e classificado para a Liga dos Campeões de 2014–15. |
| 2    | Honka                 | 61 | 33 | 18 | 7  | 8  | 51 | 37 | +14 | Classificado para a Liga Europa da UEFA de 2014–15.         |
| 3    | VPS                   | 51 | 33 | 14 | 9  | 10 | 41 | 39 | +2  | Classificado para a Liga Europa da UEFA de 2014–15.         |
| 4    | IFK Mariehamn         | 49 | 33 | 14 | 7  | 12 | 57 | 62 | −5  |                                                             |
| 5    | Lahti                 | 48 | 33 | 15 | 3  | 15 | 47 | 49 | −2  |                                                             |
| 6    | Myllykosken Pallo -47 | 47 | 33 | 14 | 5  | 14 | 42 | 37 | +5  | Classificado para a Liga Europa da UEFA de 2014–15.         |
| 7    | KuPS                  | 41 | 33 | 11 | 8  | 14 | 43 | 42 | +1  |                                                             |
| 8    | TPS                   | 41 | 33 | 10 | 11 | 12 | 42 | 46 | −4  |                                                             |
| 9    | Inter Turku           | 40 | 33 | 9  | 13 | 11 | 31 | 38 | −7  |                                                             |
| 10   | FF Jaro               | 37 | 33 | 9  | 10 | 14 | 41 | 50 | −9  |                                                             |
| 11   | RoPS                  | 34 | 33 | 8  | 10 | 15 | 25 | 36 | −11 | Classificado para a Liga Europa da UEFA de 2014–15.         |
| 12   | JJK Jyväskylä         | 22 | 33 | 4  | 10 | 19 | 27 | 64 | −37 | Rebaixado para a Ykkönen de 2014.                           |

- Fonte: Veikkausliiga.com